# Ministerstvo financí Spojených států amerických
Ministerstvo financí (anglicky Department of the Treasury, zkráceně USDT) plní funkce ministerstva financí a státní pokladny federální vlády Spojených států. Ministerstvo bylo zřízeno kongresem v roce 1789.

## Charakteristika
Ministerstvo financí prostřednictvím Bureau of Engraving and Printing (Úřad rytin a tisku) a United States Mint (Mincovna Spojených států) tiskne bankovky a razí mince do oběhu; prostřednictvím Internal Revenue Service (Daňový úřad) vybírá všechny federální daně; stará se o americké vládní dluhové nástroje; uděluje licence, dohlíží nad bankami, spořitelnami a radí legislativě a exekutivě v záležitostech fiskální politiky.
Ministerstvo řídí ministr financí, který je zároveň členem kabinetu. Vrchním poradcem ministra je pokladník Spojených států. Podpisy obou úředníků jsou zobrazeny na všech amerických bankovkách.
Prvním ministrem financí se stal Alexander Hamilton, a to 11. září 1789. Hamilton vybudoval – téměř samostatně – finanční systém nově vzniklé republiky a několik let byl významným členem Washingtonovy administrativy. Jeho portrét je vytištěn na lícové straně desetidolarové bankovky, zatímco budova ministerstva financí je zobrazena na rubu.

## Galerie

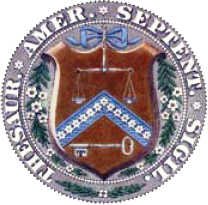
Původní pečeť z roku 1968
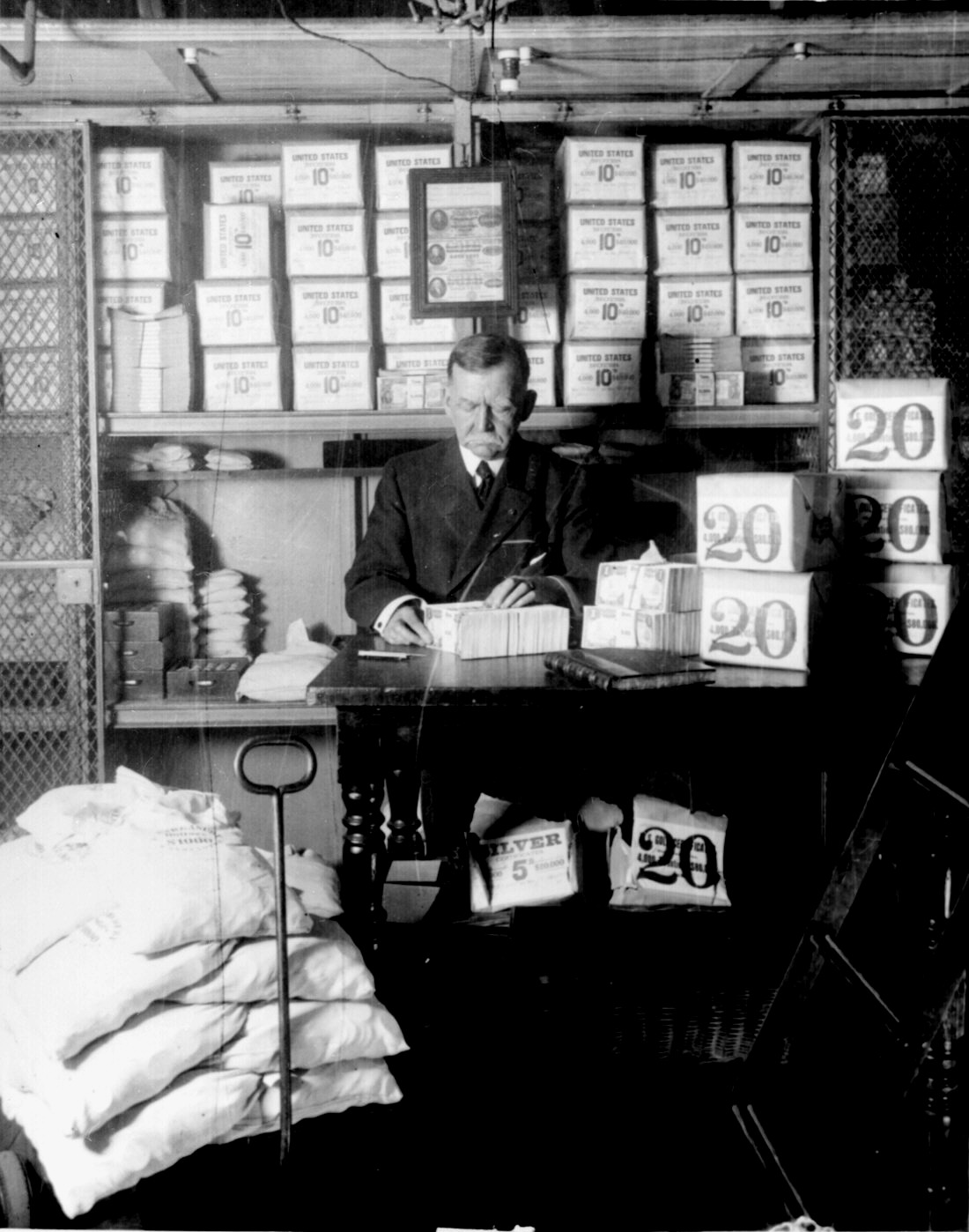
Úředník ministerstva financí, obklopený pytli nově vytištěné měny, počítá a balí dolarové bankovky. Washington, D.C., 1907